# The Inflated Tear
The Inflated Tear est un album de Roland Kirk sorti en 1968.

## Description
The Inflated Tear est le premier album de Roland Kirk pour le label Atlantic, c’est un des grands succès dans la carrière du musicien. En effet, outre le succès commercial, Kirk est enfin reconnu plus largement par certains critiques qui auparavant le rejetaient.

## Pistes
Sauf indication, toutes les compositions sont de Roland Kirk
1. The Black and Crazy Blues (5:59)
2. A Laugh for Rory (2:47)
3. Many Blessings (4:36)
4. Fingers in the Wind (5:07)
5. The Inflated Tear (4:46)
6. Creole Love Call (Duke Ellington) (3:45)
7. A Handful of Fives (2:35)
8. Fly by Night (4:09)
9. Lovellevelliloqui (3:59)
10. I’m Glad There Is You (Jimmy Dorsey, Paul Mertz) (2:13) [*]

[*] Titre bonus de la réédition CD de 1998

## Musiciens
- Rahsaan Roland Kirk – Saxophone ténor, Stritch, Manzello, flûte traversière, sifflet, clarinette, cor anglais, flexafone
- Ron Burton – Piano
- Steve Novosel – Basse
- Jimmy Hopps – Batterie
- Dick Griffith – Trombone